# Calliopsis rhodophila
Calliopsis rhodophila är en biart som beskrevs av Cockerell 1897. Calliopsis rhodophila ingår i släktet Calliopsis och familjen grävbin. Inga underarter finns listade.